# Dänische Nationalsozialistische Arbeiterpartei

Parteisymbol der DNSAP

Die Dänische Nationalsozialistische Arbeiterpartei (dän.: Danmarks Nationalsocialistiske Arbejderparti, DNSAP) war eine dänische nationalsozialistische Partei vor dem und während des Zweiten Weltkriegs.

## Geschichte
Vor dem Hintergrund des Erfolgs der NSDAP bei der deutschen Reichstagswahl 1930 wurde die DNSAP am 16. November 1930 gegründet. In den 30er Jahren fand sie vorwiegend Anhänger aus der durch die Weltwirtschaftskrise betroffenen Landwirtschaft. Sie hatte unter der seit der Niederlage gegen Preußen 1864 antideutsch eingestellten Bevölkerung nur geringe Resonanz.

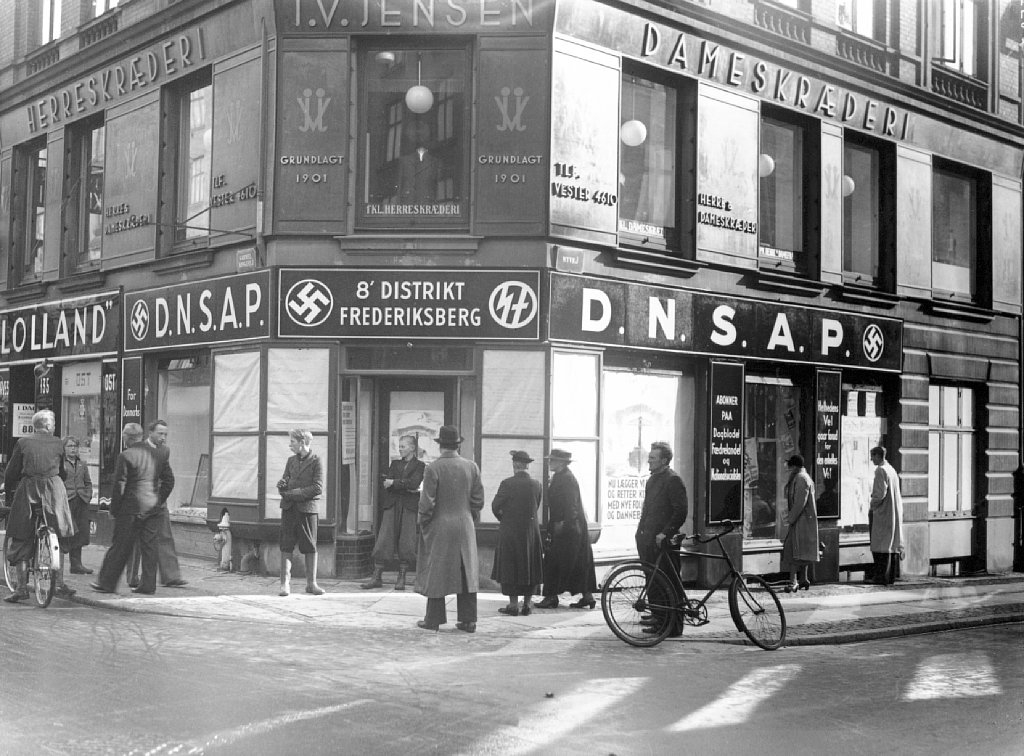
Distriktbüro der DNSAP in Kopenhagen um 1940

Die Partei bezog sich offen auf die NSDAP und übernahm von ihr das Hakenkreuz, den Hitlergruß (allerdings mit dem Ruf "Dansk Front"), die Bezeichnung SA für den parteieigenen paramilitärischen Verband und sogar das Horst-Wessel-Lied in einer ins Dänische übersetzten Version. Die DNSAP verfolgte deutlich antisemitische Ziele. Allerdings betonte die Partei stets die dänische Eigenständigkeit und verfolgte nicht etwa einen Anschluss an Deutschland. 
Die Partei wurde zunächst von Cay Lembcke geführt, unter dem sich die Mitgliedszahl allerdings auf einige hundert Anhänger beschränkte. Auch bei den dänischen Parlamentswahlen 1932 konnte er keinerlei Erfolge erzielen. Schließlich wurde Lembcke 1933 durch den Arzt Frits Clausen ersetzt, der die Parteiaktivitäten auf seine Heimatregion in Nordschleswig konzentrierte, wo die DNSAP auch die meiste Unterstützung erhielt. Bei den Wahlen 1939 errang die Partei mit 31.000 Stimmen dann drei Sitze im Folketing, was 1,8 % der abgegebenen Stimmen entsprach. Zu diesem Zeitpunkt hatte sie ungefähr 5.000 Mitglieder.
Die deutsche Invasion am 9. April 1940 und die ihr folgende Besetzung Dänemarks wurden von der DNSAP unterstützt, auch wenn die Partei zuvor nicht in die deutschen Pläne eingeweiht worden war. Vertreter der DNSAP warfen der dänischen Regierung wegen der schnellen Kapitulation sogar Verrat vor. Am 17. Juni kam es in Arhus zur Gründung der "Neuen Front" mit der Bauernpartei, angelehnt an die deutsche Harzburger Front. Im Verlauf des Sommers wurden Demonstrationen der DNSAP von der Besatzungsmacht und der dänischen Polizei trotz des eigentlich bestehenden Demonstrationsverbots geduldet. Im Verlauf des Jahres wuchs die Mitgliederzahl auf 23.000 an. 
Ende 1940 zog der deutsche Reichsbevollmächtigte in Dänemark, Cécil von Renthe-Fink, die Einsetzung einer neuen nationalsozialistisch geprägten Regierung in Betracht, auf Grund der bisherigen Kooperation mit der dänischen Regierung sollte dies jedoch auf einen Zeitpunkt nach Kriegsende verschoben werden, auch wenn die DNSAP seit dem Spätsommer 1940 einiges an finanzieller und politischer Unterstützung von Deutschland erhielt. Entsprechend untersagte Renthe-Fink der DNSAP eine für den November 1940 vorgesehene Kundgebungskampagne, die die Regierung stürzen sollte. Ein Gedenkzug der Partei für die Gefallenen während des Unternehmens Weserübung durch Kopenhagen wurde am 17. November von Gegendemonstranten aufgehalten und endete in Prügeleien. Danach gelangen der Partei keine Kundgebungen im größeren Stil mehr. Sie konzentrierte sich auf publizistische Propaganda.
Im Gegensatz zu Quisling in Norwegen und Mussert in den Niederlanden wurde Clausen nie an der Macht beteiligt. Im weiteren Verlauf hatte die DNSAP maßgeblichen Anteil an der Bildung dänischer SS-Einheiten. Als die DNSAP jedoch bei der Reichstagswahl 1943 nur 43.000 Stimmen erreichte, wurde Frits Clausen entmachtet und meldete sich zum Kriegseinsatz als Arzt bei der Waffen-SS.
Die Partei wurde nach der Befreiung durch die Alliierten im Mai 1945 offiziell aufgelöst, das nationalsozialistische Gedankengut verschwand fast vollständig aus der dänischen Gesellschaft. Dennoch setzten einige Einzelpersonen ihre Arbeit unter dem alten Parteinamen fort. Die 1991 gegründete Dänische Nationalsozialistische Bewegung (dänisch: Danmarks Nationalsocialistiske Bevægelse) geht in ihren Ursprüngen auf die DNSAP zurück.